# これでいいのダ!日本列島あかるいニュース
『これでいいのダ!日本列島あかるいニュース』（これでいいのダ にっぽんれっとうあかるいニュース）は、2004年4月16日から同年8月20日までフジテレビ系列局（一部を除く）で放送されていた情報バラエティ番組である。フジテレビ・IVSテレビ制作の共同製作である。放送時間は毎週金曜 19:00 - 19:57 （日本標準時）。

## 概要
毎回視聴者から投稿される日本各地の明るい話題を福井謙二と安藤幸代が伝え、それについてゲストコメンテーターに語ってもらっていたニュース番組風のバラエティ番組である。編集長役の笑福亭鶴瓶とキャップ役の南原清隆のいずれかが、番組ディレクターとともに明るいニュースの現場へ行って取材をする「編集長が行く!」というコーナーもあった。
この時間帯に自社製作番組や他系列局の番組を放送していた東海テレビ・関西テレビ・岡山放送・テレビ大分・テレビ宮崎では放送されていない。

## 出演者

### 司会
- 編集長：笑福亭鶴瓶
- キャップ：南原清隆（ウッチャンナンチャン）
- キャスター：福井謙二（当時フジテレビアナウンサー）
- キャスター：安藤幸代（当時共同テレビアナウンサー）

### ゲストコメンテーター
- 糸井重里
- 江川紹子（ジャーナリスト）
- 加藤茶（ザ・ドリフターズ）
- 千秋
- YOU
- 和田アキ子
- 渡辺美里

## スタッフ
- 構成：海老克哉
- ナレーター：山中秀樹、阿部知代
- 美術：行武直高
- デザイン：きくちまさと
- 技術協力：IMAGICA他
- 編成：大辻健一郎、金井卓也
- ディレクター：藪木健太郎、小松純也、福浦与一、ほか
- プロデューサー：松村匠、長尾忠彦（IVSテレビ制作）
- 制作：フジテレビ、IVSテレビ制作

## エンディングテーマ
- Heart of Gold （渡辺美里）

## 関連番組
- 平成日本のよふけ

本番組開始以前に鶴瓶・南原が司会を務めていたトークバラエティ番組でスタッフも一部共通している。